# Red Gulch
Red Gulch är ett kalkstenskikt i Shell, Big Horn County i delstaten Wyoming, USA.
Det är bland annat känt för sin rikedom av fossila spår. Där finns stora mängder av fossiliserade ben och spårfossiler från perioden mellan 180 och 160 miljoner år sedan. Området upptäcktes år 1997.